# Лаго дел Конте-Ка Мафучо (Пезаро и Урбино)
Лаго дел Конте-Ка Мафучо је насеље у Италији у округу Пезаро и Урбино, региону Марке.
Према процени из 2011. у насељу је живело 35 становника. Насеље се налази на надморској висини од 489 м.